# Province de Yazd
La province de Yazd (en persan: یزد) est une des 31 provinces d'Iran. Elle est située dans le centre du pays et sa capitale est Yazd. La province s'étend aux limites des déserts du Dasht-e Kavir au Nord et du Dasht-e Lut au Sud.

## Géographie
La province de Yazd se trouve au centre du plateau iranien. En plus de Yazd, les villes principales sont Ardakan et Meybod au nord-ouest, Mehriz (en) au sud, et Bafq (en) et Behabad (en) à l'est.
| Ispahan |      | Khorassan du Sud |
|         | Yazd |                  |
| Fars    |      | Kerman           |

## Histoire
Du fait de sa situation géographique avantageuse, au centre de l'Iran et entourée de déserts, Yazd a été préservée de la destruction des envahisseurs Mongols ou Arabes, au cours de l'histoire mouvementée de l'Iran. De ce fait, la province a encore gardé ses formes et son architecture traditionnelles. Cachée entre deux déserts, à perte de vue et au-delà des frontières, Yazd était, notamment lors de l'invasion de Genghis Khan début du XIIIe siècle, un asile sûr et la ville accueillit beaucoup d'artistes, d'intellectuels et de scientifiques qui fuyaient les ravages des invasions successives.

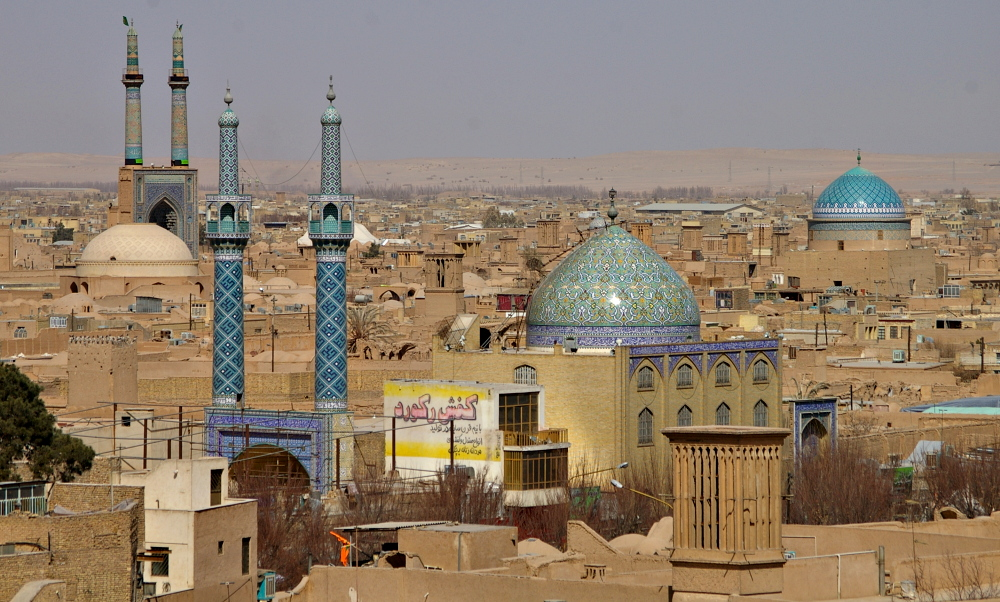
Panorama de la ville de Yazd.

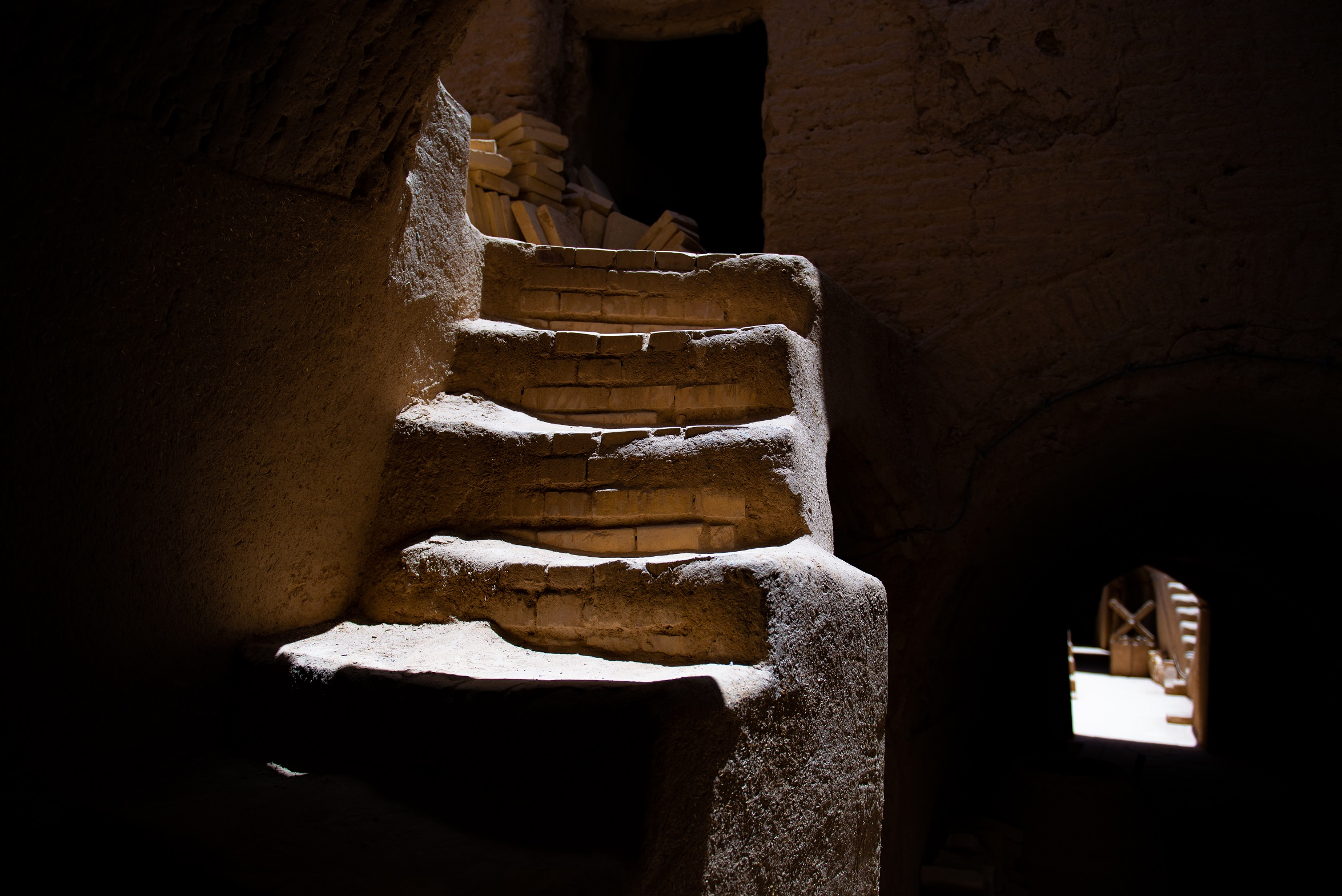
قلعه_سریزد, dans le village de Sar Yazd, province de Yazd. Juin 2020.

## Population
La population de la province de Yazd est majoritairement perse, dont la plupart sont des musulmans chiites. Il existe aussi une communauté zoroastrienne considérée comme la plus nombreuse d'Iran.